# Woluwse componisten
De Woluwse componisten zijn een groep Vlaamse componisten van klassieke muziek die eind 20e eeuw ontstond rond onder meer Wolfgang Courteaux. Kenmerkend voor de Woluwse componisten is een brede waaier aan structurele muziekstijlen, steeds ten dienste van de rechtstreekse emoties in de muziek, vaak met een voorkeur voor historische inspiratiebronnen.
De Woluwse componisten ontleenden hun naam aan het concertsalon van het Gemeenschapscentrum Kontakt in Sint-Pieters-Woluwe waar de groep zijn belangrijkste activiteiten ontplooide.

## Geschiedenis
De componistengroep werd gesticht in 1989 om een forum te bieden voor het creëren van eigentijdse klassieke muziek in Vlaanderen. De hiertoe gebruikte formule was het organiseren van concerten waar uitsluitend nieuwe creaties van Belgische componisten uitgevoerd worden. Uit gans Vlaanderen en Brussel hebben in de loop der jaren componisten en uitvoerders hun medewerking verleend aan dit concept.
Het begin van de groep der Woluwse componisten wordt doorgaans toegeschreven aan Carl Verbraeken, die van 1978 tot 1989 docent praktische harmonieleer was aan het Koninklijk Conservatorium te Brussel. Andere markante leden waren Luc Bataillie, Johan Evenepoel, Ann Eysermans, Salomon Fuhrer, Mark Knuts, Chantal Levie en Peter Thys.